# Thomas Partey
Thomas Teye Partey (sinh ngày 13 tháng 6 năm 1993) là một cầu thủ bóng đá chuyên nghiệp người Ghana hiện đang thi đấu cho câu lạc bộ Premier League Arsenal và đội tuyển bóng đá quốc gia Ghana. Vị trí sở trường của anh là tiền vệ phòng ngự, song anh cũng có thể thi đấu tốt ở vị trí tiền vệ trung tâm hoặc hậu vệ phải.
Partey bắt đầu sự nghiệp chuyên nghiệp của mình tại câu lạc bộ Tây Ban Nha Atlético Madrid vào năm 2013, chuyển sang Mallorca và Almería dưới dạng cho mượn, và trở lại Atlético vào năm 2015, cùng với người đó anh đã giành được UEFA Europa League và UEFA Super Cup vào năm 2018. Năm 2020, anh gia nhập Arsenal. Một vụ chuyển nhượng trị giá 45 triệu bảng (50 triệu euro), trở thành cầu thủ người Ghana đắt giá nhất mọi thời đại.
Với tư cách tuyển thủ Ghana, Partey đã đại diện cho quốc gia của mình tại hai giải đấu Cúp bóng đá châu Phi. Anh được vinh danh vào Đội hình xuất sắc nhất năm 2018 của CAF và giành giải Cầu thủ xuất sắc nhất năm 2018 và 2019 của Ghana.

## Câu lạc bộ

### Atlético Madrid
Partey với Atlético Madrid năm 2018
Sinh ra ở Krobo Odumase , Partey là sản phẩm của đội trẻ địa phương Odometah.  Anh ký hợp đồng với Atlético Madrid vào năm 2011, và sau đó được chuyển đến đội dự bị một năm sau đó. Vào ngày 10 tháng 3 năm 2013, Partey được gọi vào đội hình chính trong trận đấu với Real Sociedad .  Tuy nhiên, anh vẫn không được sử dụng trong trận thua 0–1 trên sân nhà.

#### Mallorca và Almería
Vào ngày 12 tháng 7, Partey được cho Mallorca mượn , mới xuống hạng hai .  Vào ngày 18 tháng 8, anh có trận ra mắt chuyên nghiệp, trong trận thua 0–4 trước Sabadell .  Partey ghi bàn thắng chuyên nghiệp đầu tiên của mình vào ngày 15 tháng 9, ghi bàn thắng thứ hai của đội anh trong trận hòa 2–2 trước Hércules .
Vào ngày 27 tháng 7 năm 2014, Partey gia nhập đội bóng La Liga Almería theo dạng cho mượn.  Anh có trận ra mắt đầu tiên trong giải đấu vào ngày 23 tháng 8, bắt đầu trong trận hòa 1-1 trên sân nhà trước Espanyol .  Partey ghi những bàn thắng đầu tiên trong giải đấu chính của bóng đá Tây Ban Nha vào ngày 11 tháng 4 năm 2015, lập một cú đúp trong chiến thắng 3–0 trên sân nhà trước Granada .

#### Trở lại Atlético Madrid
Partey có trận ra mắt đội đầu tiên cho Atlético Madrid vào ngày 28 tháng 11 năm 2015, thay thế Luciano Vietto trong chiến thắng 1–0 trên sân nhà trước Espanyol.  Vào ngày 2 tháng 1 năm sau, anh ghi bàn thắng đầu tiên tại giải đấu cho câu lạc bộ, ghi bàn thắng duy nhất trong trận đấu thành công trên sân nhà trước Levante .  Vào ngày 28 tháng 5, anh chơi trong trận Chung kết UEFA Champions League với Real Madrid , thay thế Koke ở phút 116 khi đội bóng của anh để thua trên chấm phạt đền.
Partey đã ký gia hạn hợp đồng với Atlético Madrid đến năm 2022 vào ngày 14 tháng 2 năm 2017.  Vào ngày 31 tháng 10, anh ghi bàn thắng đầu tiên ở châu Âu với một cú sút xa để gỡ hòa trên sân nhà trước Qarabağ trong trận hòa 1-1 tại Champions League. trò chơi nhóm; anh trở thành người châu Phi đầu tiên ghi bàn trong cuộc thi cho Atlético.  Sau màn trình diễn ấn tượng của anh ấy cho câu lạc bộ, anh ấy đã được thưởng bằng một hợp đồng khác vào ngày 1 tháng 3 năm 2018, thời gian này là đến năm 2023.  Vào ngày 16 tháng 5, anh ấy chơi trong trận Chung kết UEFA Europa League 2018 , khi đội bóng của anh ấy giành chiến thắng 3– 0 trước Marseille .
Vào ngày 1 tháng 9 năm 2019, Partey vào sân thay người muộn và ghi bàn thắng quyết định của trận đấu ở phút cuối cùng của trận đấu, khi Atlético lội ngược dòng với tỷ số 2–0 để giành chiến thắng 3–2 trước Eibar .  Ông đánh dấu lần thứ 100 của ông La Liga xuất hiện cho Los Rojiblancos với một người đàn ông-of-the-trận đấu biểu diễn trong trận hòa 0-0 với Real Madrid ở Madrid derby bốn tuần sau.  Mặc dù rời Atlético vào đầu mùa giải 2020–21, Partey đã ra sân đủ vào đầu mùa giải để đủ điều kiện giành huy chương chiến thắng khi Atlético vô địch La Liga năm đó .

### Arsenal
Vào ngày 5 tháng 10 năm 2020, câu lạc bộ Premier League Arsenal thông báo ký hợp đồng dài hạn với Partey, sau khi kích hoạt điều khoản giải phóng trị giá 45 triệu bảng Anh (50 triệu euro) của anh với Atlético Madrid . Anh được trao chiếc áo số 18, chiếc áo đã bị Nacho Monreal bỏ trống ở mùa giải trước.  Khi ký hợp đồng, Partey tuyên bố mong muốn giúp Arsenal "trở lại nơi [họ] thuộc về", mô tả quyết định chuyển đi của anh ấy dựa trên "[muốn] trải nghiệm những thử thách mới", đồng thời ghi nhận việc chuyển nhượng cho người quản lý Mikel Arteta và giám đốc kỹ thuật Edu . Vào ngày 17 tháng 10 năm 2020, Partey có trận ra mắt Arsenal khi vào sân thay Granit Xhaka trong trận thua 0-1 trên sân khách trước Manchester City .  Năm ngày sau, Partey bắt đầu trận đấu đầu tiên cho Arsenal trong chiến thắng 2-1 trước Rapid Wien trên sân khách tại UEFA Europa League .  Giữa trận đấu với Aston Villa vào ngày 8 tháng 11, Partey bị chấn thương đùi khiến anh bỏ lỡ các trận đấu còn lại của tháng.  Vào ngày 6 tháng 12, anh ấy sẽ trở lại trong trận derby Bắc London , nhưng lại gặp phải một chấn thương khác trong thời gian nghỉ giữa hiệp. Chung cuộc Arsenal thua Tottenham 2-0 . Anh ấy sẽ không chơi lại cho đến một tháng sau đó, anh ấy đã vào sân từ băng ghế dự bị trong trận hòa 0-0 trước Crystal Palace .

## Sự nghiệp quốc tế
Vào tháng 5 năm 2016, Partey lần đầu tiên được HLV Avram Grant gọi vào đội tuyển quốc gia Ghana trước trận đấu vòng loại Cúp các quốc gia châu Phi 2017 với Mauritius .  Anh có trận ra mắt vào ngày 5 tháng 6, thay thế Frank Acheampong trong 11 phút cuối cùng của chiến thắng 2–0 trên sân khách, đặt vị trí của Những ngôi sao đen trong trận chung kết .  Vào ngày 5 tháng 9 năm 2017, Partey ghi hat-trick quốc tế đầu tiên trong chiến thắng 5–1 trước Congo ở vòng loại FIFA World Cup 2018 .
Partey đã được chọn trong đội hình 23 người của Kwesi Appiah cho Cúp các quốc gia châu Phi 2019 tại Ai Cập.  Trong trận đấu cuối cùng của họ ở vòng bảng, anh ấy đã ghi bàn trong chiến thắng 2–0 trước Guinea-Bissau tại Sân vận động Suez khi Những ngôi sao đen đứng đầu bảng của họ.  Anh ấy ghi bàn trong loạt sút luân lưu ở cuối trận đấu vòng 16 đội với Tunisia vào ngày 8 tháng 7, mặc dù đội của anh ấy đã bị loại.
Partey đã giành giải Cầu thủ xuất sắc nhất năm của Ghana vào các năm 2018 và 2019.  Trước thềm vòng loại Cúp các quốc gia châu Phi năm 2021 , cũng như các vòng loại của FIFA World Cup 2022 , Partey được bầu là đội phó của Ghana.

## Thống kê sự nghiệp

### Câu lạc bộ
Tính đến ngày 15 tháng 1 năm 2023
| Câu lạc bộ          | Mùa giải            | Giải đấu            | Giải đấu | Giải đấu | Cúp Quốc gia | Cúp Quốc gia | Cúp Liên đoàn | Cúp Liên đoàn | Châu lục | Châu lục | Khác | Khác | Tổng cộng | Tổng cộng |
| Câu lạc bộ          | Mùa giải            | Hạng                | Trận     | Bàn      | Trận         | Bàn          | Trận          | Bàn           | Trận     | Bàn      | Trận | Bàn  | Trận      | Bàn       |
| ------------------- | ------------------- | ------------------- | -------- | -------- | ------------ | ------------ | ------------- | ------------- | -------- | -------- | ---- | ---- | --------- | --------- |
| Mallorca (mượn)     | 2013–14             | Segunda División    | 37       | 5        | 1            | 0            | —             | —             | —        | —        | —    | —    | 38        | 5         |
| Almería (mượn)      | 2014–15             | La Liga             | 31       | 4        | 1            | 0            | —             | —             | —        | —        | —    | —    | 32        | 4         |
| Atlético Madrid     | 2015–16             | La Liga             | 13       | 2        | 5            | 1            | —             | —             | 5        | 0        | —    | —    | 23        | 3         |
| Atlético Madrid     | 2016–17             | La Liga             | 16       | 1        | 2            | 0            | —             | —             | 6        | 0        | —    | —    | 24        | 1         |
| Atlético Madrid     | 2017–18             | La Liga             | 33       | 3        | 3            | 1            | —             | —             | 14       | 1        | —    | —    | 50        | 5         |
| Atlético Madrid     | 2018–19             | La Liga             | 32       | 3        | 3            | 0            | —             | —             | 6        | 0        | 1    | 0    | 42        | 3         |
| Atlético Madrid     | 2019–20             | La Liga             | 35       | 3        | 1            | 0            | —             | —             | 8        | 1        | 2    | 0    | 46        | 4         |
| Atlético Madrid     | 2020–21             | La Liga             | 3        | 0        | 0            | 0            | —             | —             | 0        | 0        | —    | —    | 3         | 0         |
| Atlético Madrid     | Tổng cộng           | Tổng cộng           | 132      | 12       | 14           | 2            | —             | —             | 39       | 2        | 3    | 0    | 188       | 16        |
| Arsenal             | 2020–21             | Premier League      | 24       | 0        | 1            | 0            | 0             | 0             | 8        | 0        | —    | —    | 33        | 0         |
| Arsenal             | 2021–22             | Premier League      | 24       | 2        | 0            | 0            | 2             | 0             | —        | —        | —    | —    | 26        | 2         |
| Arsenal             | 2022–23             | Premier League      | 15       | 2        | 0            | 0            | 0             | 0             | 4        | 0        | —    | —    | 19        | 2         |
| Arsenal             | Tổng cộng           | Tổng cộng           | 63       | 4        | 1            | 0            | 2             | 0             | 12       | 0        | —    | —    | 78        | 4         |
| Tổng cộng sự nghiệp | Tổng cộng sự nghiệp | Tổng cộng sự nghiệp | 262      | 24       | 17           | 2            | 2             | 0             | 51       | 2        | 3    | 0    | 335       | 28        |

1. 1 2 3 4  Ra sân tại UEFA Champions League
2. ↑  6 lần ra sân và một bàn thắng tại UEFA Champions League, 8 lần ra sân tại UEFA Europa League
3. ↑  Ra sân tại UEFA Super Cup
4. ↑  Ra sân tại Supercopa de España
5. 1 2  Ra sân tại UEFA Europa League

### Đội tuyển quốc gia
Tính đến ngày 2 tháng 12 năm 2022
| Đội tuyển quốc gia | Năm       | Trận | Bàn |
| ------------------ | --------- | ---- | --- |
| Ghana              | 2016      | 5    | 0   |
| Ghana              | 2017      | 10   | 5   |
| Ghana              | 2018      | 4    | 2   |
| Ghana              | 2019      | 9    | 3   |
| Ghana              | 2020      | 2    | 0   |
| Ghana              | 2021      | 4    | 2   |
| Ghana              | 2022      | 9    | 1   |
| Tổng cộng          | Tổng cộng | 43   | 13  |

| #  | Ngày                 | Địa điểm                                                 | Đối thủ        | Bàn thắng | Kết quả | Giải đấu                 |
| -- | -------------------- | -------------------------------------------------------- | -------------- | --------- | ------- | ------------------------ |
| 1  | 1 tháng 9 năm 2017   | Sân vận động Baba Yara, Kumasi, Ghana                    | Cộng hòa Congo | 1–1       | 1–1     | Vòng loại World Cup 2018 |
| 2  | 5 tháng 9 năm 2017   | Sân vận động Municipal de Kintélé, Brazzaville, CH Congo | Cộng hòa Congo | 2–0       | 5–1     | Vòng loại World Cup 2018 |
| 3  | 5 tháng 9 năm 2017   | Sân vận động Municipal de Kintélé, Brazzaville, CH Congo | Cộng hòa Congo | 3–1       | 5–1     | Vòng loại World Cup 2018 |
| 4  | 5 tháng 9 năm 2017   | Sân vận động Municipal de Kintélé, Brazzaville, CH Congo | Cộng hòa Congo | 4–1       | 5–1     | Vòng loại World Cup 2018 |
| 5  | 10 tháng 10 năm 2017 | King Abdullah Sports City, Jeddah, Ả Rập Xê Út           | Ả Rập Xê Út    | 3–0       | 3–0     | Giao hữu                 |
| 6  | 30 tháng 5 năm 2018  | Sân vận động Quốc tế, Yokohama, Nhật Bản                 | Nhật Bản       | 2–0       | 2–0     | Giao hữu                 |
| 7  | 7 tháng 6 năm 2018   | Laugardalsvöllur, Reykjavík, Iceland                     | Iceland        | 2–2       | 2–2     | Giao hữu                 |
| 8  | 26 tháng 3 năm 2019  | Sân vận động Thể thao Accra, Accra, Ghana                | Mauritanie     | 3–1       | 3–1     | Giao hữu                 |
| 9  | 2 tháng 7 năm 2019   | Sân vận động Suez, Suez, Ai Cập                          | Guiné-Bissau   | 2–0       | 2–0     | CAN 2019                 |
| 10 | 14 tháng 11 năm 2019 | Sân vận động Thể thao Cape Coast, Cape Coast, Ghana      | Nam Phi        | 1–0       | 2–0     | Vòng loại CAN 2021       |
| 11 | 9 tháng 10 năm 2021  | Sân vận động Thể thao Cape Coast, Cape Coast, Ghana      | Zimbabwe       | 2–1       | 3–1     | Vòng loại World Cup 2022 |
| 12 | 12 tháng 10 năm 2021 | Sân vận động Thể thao Quốc gia, Harare, Zimbabwe         | Zimbabwe       | 1–0       | 1–0     | Vòng loại World Cup 2022 |
| 13 | 29 tháng 3 năm 2022  | Sân vận động Quốc gia Moshood Abiola, Abuja, Nigeria     | Nigeria        | 1–0       | 1–1     | Vòng loại World Cup 2022 |

## Danh hiệu
Atlético Madrid
- La Liga: 2020–21[7]
- UEFA Europa League: 2017–18[8]
- UEFA Super Cup: 2018[9]

#### Arsenal
- FA Community Shield: 2023